# Sites mégalithiques en Belgique
Les sites mégalithiques en Belgique sont l'ensemble des mégalithes présents sur le territoire de Belgique.

## Répartition géographique
| \| Bruxelles Arlon Liège Mons Namur \| Répartition géographique des sites mégalithiques. · : dolmen - : menhir - : autre site mégalithique |
| Bruxelles Arlon Liège Mons Namur |

Aucun monument mégalithique indiscutable n'a été découvert dans la moitié nord de la Belgique, ceci s'explique probablement par les caractéristiques géologiques des sols en question (sols limoneux et sableux). Le mégalithisme en Flandre reste très hypothétique, les soi-disant monuments mégalithiques signalés depuis la fin du XIXe siècle ayant été démantelés ou détruits depuis, « leur nature artificielle ou leur datation néolithique ne peut plus être vérifiée ». Les sites mégalithiques attestés se concentrent en Wallonie, dans les provinces de Hainaut, de Namur et du Luxembourg, qui correspondent à une zone périphérique entre les riches aires dolméniques du Bassin parisien et de Hesse-Westphalie. Ils ont été implantés dans des couloirs naturels orientés est-ouest qui devaient correspondre à des voies de pénétration dans un secteur géographique qui était fortement recouvert par la forêt, le secteur correspondant aussi à des sols propices à l'agriculture et offrant des matériaux de construction plus favorables (calcaire, grès).
L'étude géologiques des blocs utilisés pour la construction conduit à distinguer deux groupes correspondant à deux régions distinctes de la Wallonie. Le premier groupe rassemblent les mégalithes où les sols tertiaires ont offert des blocs naturels « prêt à l'emploi » sous forme de concrétions localement formées dans un sédiment meuble (blocs de grès et quartzites landénien). Le second groupe englobe des mégalithes constitués avec des roches (poudinges) datées du Paléozoïque affleurant en bancs continus.

## Généralités
Le mégalithisme est apparu assez tardivement sur le territoire correspondant à l'actuelle Belgique, durant le premier tiers du IIIe millénaire av. J.-C.. Les monuments sont de deux types : des sépultures collectives (allées couvertes, dolmens) et des pierres dressées (menhirs). Les allées couvertes de Wallonie sont des monuments typiques, avec une chambre et un vestibule (Wéris I et II) et quelques variantes (Lamsoul). Les descriptifs connus des dolmens de Laviô et de celui de Jambes correspondent à des sépultures bien différentes des allées couvertes. On ne connaît en Belgique aucun monument en bois comme le caveau funéraire de Stein (nl) découvert aux Pays-Bas voisins. . Les menhirs sont associés à des constructions mégalithiques funéraires (Wéris) ou dressés en position isolée, beaucoup ont été dressés sur des hauteurs.
Les mégalithes de Wallonie ont été longtemps attribués à la culture Seine-Oise-Marne mais des découvertes plus récentes, avec des faciès culturels correspondant au groupe de Gord et au Campaniforme, doivent conduire à nuancer cette hypothèse.

## Inventaire
Des sépultures mégalithiques monumentales, mentionnées de longue date, ont été détruites (dolmen de Jambes, allée couverte et dolmen de Jemeppe-Hargimont) et les quelques dolmens et la dizaine de menhirs encore visibles aujourd'hui ne sont que des survivants, de nombreux mégalithes en grès ayant été transformés en pavés dans le Hainaut notamment. L'étude du mégalithisme belge est cependant assez récente, la première étude d'ensemble par A. de Loë est datée de 1888 et aucune prospection ou inventaire systématique n'a été entrepris depuis. Les fouilles archéologiques menées à la fin du XIXe siècle et au début du XXe siècle ont été réalisées de manière peu rigoureuse, c'est seulement dans le dernier quart du XXe siècle que des campagnes archéologiques interdisciplinaires ont été entreprises en Wallonie, sur quelques sites (Champ mégalithique de Wéris, allée couverte de Lamsoul).
De nombreuses pierres couchées ou dressées ont été interprétées depuis le XIXe siècle comme étant des dolmens (« dolmen » de Gomery à Virton, abri sous roche de Martzoun-Neuville à Beauraing), certaines ne sont que des affleurements rocheux ou des blocs erratiques naturels, d'autres sont de nature incertaine mais en l'absence de toute fouille archéologique leur authenticité n'est pas avérée.
| Monument                             | Commune            | Remarque                                                          | Protection                       | Coordonnées                                                        | Illustration                      |
| ------------------------------------ | ------------------ | ----------------------------------------------------------------- | -------------------------------- | ------------------------------------------------------------------ | --------------------------------- |
| Dolmen de Buchelbusch                | Arlon              |                                                                   | détruit au XIXe siècle           |                                                                    |                                   |
| Dolmen de Laviô                      | Bouillon           |                                                                   |                                  | enfoui sous une maison,                                            |                                   |
| Pierre Brunehaut                     | Brunehaut          | menhir                                                            |                                  | 50° 31′ 34″ N, 3° 24′ 57″ E                                        | Pierre Brunehaut                  |
| Mégalithes de Bouffioulx             | Châtelet           | allée couverte et dolmen                                          | détruits au XIXe siècle          |                                                                    |                                   |
| Pierre-qui-Tourne                    | Chimay             | menhir incertain                                                  |                                  | 50° 02′ 20″ N, 4° 24′ 24″ E                                        |                                   |
| Allées couvertes de Wéris            | Durbuy             | 2 allées couvertes, dont le Dolmen d'Oppagne (Wéris II)           |                                  | 50° 20′ 00″ N, 5° 31′ 22″ E 50° 19′ 18″ N, 5° 30′ 47″ E            | Wéris II                          |
| Menhir d'Ozo                         | Durbuy             |                                                                   |                                  | 50° 22′ 47″ N, 5° 33′ 56″ E                                        | Menhir d'Ozo                      |
| Menhir Danthine                      | Durbuy             |                                                                   |                                  | 50° 19′ 28″ N, 5° 30′ 55″ E                                        |                                   |
| Menhir de Heyd                       | Durbuy             |                                                                   |                                  | 50° 21′ 47″ N, 5° 32′ 50″ E                                        | Menhir de Heyd                    |
| Menhir de Morville                   | Durbuy             |                                                                   |                                  | 50° 20′ 21″ N, 5° 31′ 41″ E                                        |                                   |
| Menhirs d'Oppagne                    | Durbuy             | 3 menhirs                                                         |                                  | 50° 19′ 02″ N, 5° 30′ 32″ E                                        |                                   |
| Menhirs de la Longue Pierre          | Durbuy             | 7 menhirs                                                         |                                  | 50° 19′ 34″ N, 5° 31′ 01″ E                                        |                                   |
| Pierre de Zeupire                    | Gozée              | menhir incertain                                                  |                                  | 50° 19′ 45″ N, 4° 20′ 54″ E                                        | Pierre de Zeupire                 |
| Sépultures mégalithiques d'Hargimont | Marche-en-Famenne  | 2 tombes mégalithiques                                            | 1 disparue, 1 détruite vers 1870 |                                                                    |                                   |
| Dolmen de Jambes                     | Namur              | autres noms Lapis, Gosse Pierre, Blanche Pierre, Pierre du Diable | détruit vers 1820,               |                                                                    |                                   |
| Pierres du Diable                    | Nassogne           | nature incertaine                                                 | 6 pierres restantes              |                                                                    |                                   |
| Polissoir de Sart                    | Neufchâteau        |                                                                   |                                  | 49° 49′ 06″ N, 5° 27′ 04″ E                                        |                                   |
| Pierre du Diable                     | Ohey               | menhir                                                            |                                  | 50° 26′ 52″ N, 5° 08′ 44″ E                                        |                                   |
| Allée couverte de Lamsoul            | Rochefort          |                                                                   |                                  | ré-enfouie après fouilles 50° 08′ 45″ N, 5° 15′ 49″ E              |                                   |
| Pierre-qui-tourne                    | Velaine-sur-Sambre | menhir                                                            |                                  | 50° 28′ 52″ N, 4° 38′ 16″ E                                        | Pierre-qui-tourne                 |
| Polissoir de la Pierre-qui-tourne    | Velaine-sur-Sambre |                                                                   |                                  | 50° 28′ 51″ N, 4° 38′ 12″ E                                        | Polissoir de la Pierre-qui-tourne |
| Pierre du Diable Table du Diable     | Walcourt           | polissoir probable fragmenté                                      |                                  | déplacé et transformé en pseudo-dolmen 50° 15′ 34″ N, 4° 18′ 58″ E | Pierre du Diable                  |